# Birinşi Lïga 1994
La Birinşi Lïga 1994 è stata la 3ª edizione della seconda serie del campionato kazako di calcio. 

## Stagione

### Novità
A differenza delle prime due edizioni, campionati amatoriali senza promozioni né retrocessioni, in questa edizione del torneo è  prevista la promozione in Qazaqstan Prem'er Ligasy per le prime due classificate.

### Formula
Le undici squadre si affrontano quattro volte, per un totale di quaranta giornate. A seguito del ritiro a stagione in corso del Qaraşıǧanaq, le giornate si sono ridotte a trentasei.

## Classifica
|  | Pos. | Squadra     | Pt | G  | V  | N | P  | GF | GS | DR  |
|  | ---- | ----------- | -- | -- | -- | - | -- | -- | -- | --- |
|  | 1.   | Munaıshy    | 62 | 36 | 30 | 2 | 4  | 61 | 23 | +38 |
|  | 2.   | Qaınar      | 59 | 36 | 26 | 7 | 3  | 84 | 21 | +63 |
|  | 3.   | Kókshe      | 49 | 36 | 22 | 5 | 9  | 65 | 27 | +38 |
|  | 4.   | Esil Aqmola | 36 | 36 | 16 | 4 | 16 | 49 | 39 | +10 |
|  | 5.   | Ferro       | 36 | 36 | 15 | 6 | 15 | 48 | 36 | +12 |
|  | 6.   | Aqsý        | 30 | 36 | 12 | 6 | 18 | 35 | 62 | -17 |
|  | 7.   | Eńbek       | 28 | 36 | 12 | 4 | 20 | 37 | 47 | -10 |
|  | 8.   | Namıs       | 26 | 36 | 9  | 8 | 19 | 33 | 48 | -15 |
|  | 9.   | Qaisar      | 16 | 36 | 5  | 6 | 25 | 21 | 67 | -46 |
|  | 10.  | Jalın       | 14 | 36 | 4  | 6 | 26 | 18 | 81 | -63 |
|  | 11.  | Qaraşıǧanaq | 0  | –  | –  | – | –  | –  | –  | –   |

Legenda:
      Promossa in Qazaqstan Top Division 1995
      Escluso a campionato in corso.
Note:
Due punti a vittoria, uno a pareggio, zero a sconfitta.